# بوليسلاف الثالث
بدأ بوليسلاف الثالث في الحكم في العقد الأخير من القرن الحادي عشر، عندما ضعفت الحكومة المركزية في بولندا بشكل كبير. وقع بوليسلاف تحت التبعية السياسية للكونت بالاتين، الذي أصبح الحاكم الفعلي للبلاد. بدعم من والدهم، بوليسلاف وأخيه غير الشقيق زبيجنيف طرد بالاتين أخيرًا من البلاد عام 1101، بعد عدة سنوات من القتال. بعد وفاة بوليسلاف في عام 1102، أُنشئت دولتين مستقلتين.
سعى بوليسلاف لكسب بوميرانيا مما تسبب في نزاع مسلح بين الأخوين، وأجبر أخوه على الفرار من البلاد وطلب المساعدة العسكرية من الملك هنري الخامس ملك ألمانيا. مما أدى إلى أزمة سياسية في بولندا. حصل بوليسلاف مرة أخرى على دعم رعاياه بالتكفير عن الذنب العلني، وقام بالحج إلى دير راعيه القديس جايلز، في المجر.
بوليسلاف، مثل بوليسلاف الثاني، بنى سياسته الخارجية على الحفاظ على علاقات جيدة مع المجر المجاورة وكييف روس، التي أقام معها روابط قوية من خلال الزواج والتعاون العسكري من أجل كسر اعتماد بولندا السياسي على ألمانيا وتبع هنري، ملك بوهيميا، التي أُجبرت في لحظات ضعف السياسة البولندية على دفع الجزية في سيليزيا. سمحت هذه التحالفات لبُوليسلاف بالدفاع عن البلاد بشكل فعال من الغزو عام 1109. بعد عدة سنوات، استفاد بوليسلاف بمهارة من النزاعات الأسرية في بوهيميا لضمان السلام على الحدود الجنوبية الغربية.
كرّس بوليسلاف النصف الثاني من حكمه لغزو بوميرانيا. في 1113 غزا المعاقل الشمالية على طول نوتو، مما عزز الحدود مع بوميرانيان. في السنوات اللاحقة، اتخذ خطوات أخرى نحو غزو بوميرانيا. سمح حل النزاع مع الإمبراطورية الرومانية المقدسة بوليسلاف بإخضاع بوميرانيا الغربية ودمج غدانسك بوميرانيا. انتهت الحملات، التي نُفِّذت على ثلاث مراحل، في عشرينيات القرن الحادي عشر بنجاحات عسكرية وسياسية. مكّن دمج الأراضي التي ضُمّت حديثًا من قِبل بوليسلاف من بناء الكنائس والبدء في عملية تنصير بوميرانيا. أكد المطران أوتو من بامبرغ تنصير بوميرانيا منذ عام 1123 فصاعدًا.
في ثلاثينيات القرن الحادي عشر، شارك بوليسلاف في نزاع الأسرات في المجر. بعد هزيمة غير متوقعة، اضطر لعقد اتفاق مع ألمانيا. تناول مؤتمر ميرسبورغ لعام 1135 قضايا بوميرانيا، وسيادة سيليزيا (وربما بولندا أيضًا) وسيادة أسقفية ماغديبورغ على الكنيسة البولندية.
تزوج بوليسلاف مرتين. منحه زواجه الأول، من أميرة كييف، ذريعة للتدخل عسكريًا في الشؤون الداخلية لروسيا. بعد وفاتها، تزوج بوليسلاف من نبيلة ألمانية، سالومي من بيرغ، والتي كانت بطريقة ما سببًا للتغييرات في السياسة الخارجية البولندية: في النصف الثاني من حكمه، سعى الأمير إلى استعادة العلاقات الدبلوماسية مع جاره الغربي. كان عمله الأخير، وربما الأكثر أهمية، إرادته ووصيته المعروفة باسم قانون الخلافة التي قسم فيها البلاد بين أبنائه، مما أدى إلى نحو 200 عام من التشرذم الإقطاعي للمملكة البولندية.
أظهر التاريخ بوليسلاف الثالث كرمزٍ للتطلعات السياسية البولندية حتى القرن التاسع عشر. كما أيّد استقلال رئيس الأساقفة البولندي، على الرغم من الفشل المؤقت في ثلاثينيات القرن الحادي عشر. على الرغم من أنه حقق نجاحات لا شك فيها، إلا أنه ارتكب أخطاء سياسية خطيرة، وعلى الأخص ضد أخيه غير الشقيق.

## الطفولة

### حالة بولندا خلال 1080s
في عام 1086، هدد تتويج فراتيسلاف الثاني ملكًا لِبوهيميا، وتحالفه مع لازلو الأول، ملك المجر، منصب الحاكم البولندي، الأمير فلاديسلاف الأول هيرمان. لذلك، في نفس العام، أُجبر بوليسلاف على استدعاء، الابن الوحيد الثاني الجريء والوريث الشرعي للعرش البولندي، ميسكو بوليسلافيتش. عند عودته، وافق الشاب على السيادة المفرطة لعمه وتنازل عن مطالبته الوراثية بتاج بولندا في مقابل أن يصبح أول من يخلفه. في المقابل، منح بوليسلاف ابن أخيه مقاطعة كراكوف. كان الوضع أكثر تعقيدًا بالنسبة لوديسواف الأول هيرمان بسبب عدم وجود وريث شرعي من الذكور، حيث جاء ابنه البكر زبيغنيو من اتحاد لا تعترف به الكنيسة. سمحت هذه الإجراءات لهيرمان بتقويةِ سلطته وتخفيف التوترات في الشؤون الدولية.

### الولادة والتسمية
ومع ذلك، ظل عدم وجود وريث شرعي مصدر قلق لواديسواف الأول وفي عام 1085 أرسل هو وزوجته جوديث من بوهيميا هدايا غنية، من بينها تمثال بالحجم الطبيعي لطفل مصنوع من الذهب، إلى ملاذ القديس جايلز البينديكتين في سان جيل، بروفانس. كان المبعوثون البولنديون بقيادة بيوتر، القسيس الشخصي للدوقة جوديث.
دحض أوزوالد بالزر نظرية بيلوفسكي، بحجة أن وفاة جوديث كانت ليلة 24/25 ديسمبر 1086، وأن ولادة بوليسلاف كانت قبل أربعة أشهر، في 20 أغسطس. ووفقًا له، فإن توقيت وفاة جوديث هذا يؤدي إلى تناقضات محتملة في تحديد التاريخ الدقيق لميلاد بوليسلاف، لكنه يؤكد جميع المصادر المعروفة التي قدمت وفاة جوديث. كتب جالوس أن جوديث ماتت بعد وقت قصير من ولادة ابنها. تفسّر المصادر اللاحقة هذا على أنه وفاة أثناء الولادة واتبع كوزماس براغ هذه الحقيقة، على الرغم من أنه لم يتلق المعلومات بشكل مباشر. ومن ثم فإن خطئه سينتج عنه هذه النقطة. في المقابل، سيكون التاريخ الصحيح لميلاد بوليسلاف هو 20 أغسطس، كما أشار جالوس. في تقليد العصور الوسطى، بدأ العام في 25 ديسمبر. في هذه الحالة، تسمح لنا تقارير كوزماس باستنتاج أن بوليسلاف وُلد في عام 1085. ومع ذلك، تناقض هذه المعلومات مع كاليندا كراكوفسكي، الذي أعطى العام 1086. بولونيا (ملكة بولندا باللاتينية)، ويمكن ربط هذا اللقب بتتويج والدها ملك بوهيميا وبولندا في 15 يونيو 1086 (حسب كوزماس). دحض كارول ماليتشينسكي تاريخ بالزر لتتويج فراتيسلاف الثاني، التاريخ الذي قدمه كوزماس. ومع ذلك، يشير معظم الباحثين إلى أن التتويج حدث في 15 يونيو 1085، لذلك كان من الممكن تسمية جوديث بالملكة قبل عام.
قرر كارول ماليتشينسكي أن وفاة جوديث حدثت في الليلة ما بين 24 و 25 ديسمبر 1085، وأن بوليسلاف ولد قبل أربعة أشهر، في 20 أغسطس. يمكن تفسير الاختلاف التاريخي في أسلوب المواعدة المختلف الذي اتبعه كوزماس، الذي بدأ العام وفقًا للتقويم اليولياني في 1 يناير وعيد الميلاد في 25 ديسمبر.
أعاد عالم الآثار سازافرانسكي فرض نظرية بيلوفسكي: توفيت جوديث من بوهيميا في 28 ديسمبر 1085، وولد بوليسلاف قبل يومين، في 26 ديسمبر. حسب سازافرانسكي، يمكن أن تقرأ في سجلات جالوس أن جوديث ماتت في يوم عيد الميلاد، ولكن يوم الأحد في أوكتاف عيد الميلاد. باستخدام هذا النطاق الواسع من الأيام، حدد المحقق ولادة بوليسلاف في عيد القديس ستيفن (26 ديسمبر). لهذه الأسباب، فإن تاريخ 1085 الذي قدّمه بيلوفسكي صحيح وفقًا له.